# 爸爸們為了方便
《爸爸們為了方便》（西班牙語：Papás por conveniencia）是羅西·奧坎波為特莱维萨製作的墨西哥電視連續劇。 該片由何塞·羅恩和阿里亞德涅·迪亞斯主演。 該系列於2024年10月21日至2025年2月9日在明星频道上播出。

## 角色
- 何塞·羅恩 飾 艾德·莫斯克達
- 阿里亞德涅·迪亞斯 飾 康斯坦丁「蒂諾」格瓦拉
- 費迪南多·瓦倫西亞 飾 古茲曼·穆里爾
- 阿非莉卡·薩瓦拉 飾 費代麗卡
- 丹妮拉·盧揚 飾 克拉拉·盧茲·蒙羅伊
- 馬丁·里卡 飾 魯道夫
- 瑪麗亞·查孔 飾 艾莉西亞「利奇塔」查戈揚
- 米格爾·馬丁內斯 飾 查諾·查莫羅
- 奧拉西奧·潘切裡 飾 達馬索·裡維拉
- 拉姆達·加西亞 飾 法昆多·托佩特
- 雪琳·岡薩雷斯 飾 西爾瓦娜·德尔瓦列
- 伊曼諾·蘭德塔 飾 菲利普[4]
- 萊蒂西亞·佩爾迪貢 飾 伯莎
- 埃內斯托·拉瓜迪亞 飾 賈森
- 塞西莉亞·加布里埃拉 飾 普拉
- 阿德里亞娜·豐塞卡 飾 泡利娜[5]